# リヤド・シーズン
リヤド・シーズン (Riyadh Season) は、サウジアラビアの首都リヤドで毎年開催されるエンターテイメントの祭典で、テーマパークやスポーツ、音楽、芸術、演劇、ゲーム、映画など幅広いイベントが開催される。サウジビジョン2030の戦略的構想の一環としてサウジアラビア総合娯楽庁（以下、総合娯楽庁）が2019年より開催している。
リヤド・シーズンは通常、初冬から初春にかけての10月から3月まで開催される。ブールバード・シティ、ブールバード・ワールド、ロシュン・フロント、アル・マラズ、国立博物館公園などの各「ゾーン」に分散して開催され、コンサート、音楽フィスティバル、スポーツイベント（特にボクシングや総合格闘技興行）などの主要イベントが、キングダム・アリーナやモハメド・アブドゥ・アリーナなどで開催される。

## 歴史
リヤド・シーズンは、サウジビジョン2030の支援を受け、サウジアラビアの観光振興を目的とした総合娯楽庁の取り組みの一環として2019年に初開催された。
リヤド・シーズンの初開催により、期間中の観光客数は大幅に増加した。総合娯楽庁は、イベント全体で60億リヤルの収益を生み出したと推定している。66日間の期間中に少なくとも1100万人がリヤドを訪れ、リヤドへの航空便の予約は106％増加し、1つ星、2つ星、3つ星ホテルの予約は240％増加した。
第2回目のリヤド・シーズンとなったリヤド・シーズン 2021では、ブールバード地区で開催された開会式に75万人が参加した。第3回目のリヤド・シーズンとなったリヤド・シーズン 2022では、開会式でドローンによる同時花火打ち上げ数で史上最多記録を樹立し、最初の2か月間で少なくとも500万人がイベントに参加した。
2024年10月、総合娯楽庁はDAZNと、リヤド・シーズンがスポンサーとなっているすべてのイベントの独占中継する契約を締結した。これには、ボクシング興行を含むすべての国際配信権（中東および北アフリカ（MENA）地域以外）も含まれている。同年11月4日、総合娯楽庁は日本のプロボクサー井上尚弥とのスポンサーシップ契約を結んだ。

## これまでのイベント

### リヤド・シーズン 2019
2019年10月11日に初開催され、12月15日に終了する予定だったが、来場者数が1000万人を超えたため、2020年1月まで延長された。2019年10月17日にリヤド・シーズンの初めてのオープニングパレードがリヤド・ブールバード・ゾーンで開催され、60万人を超える来場者が参加した。喜び、インスピレーション、味、探検、ファンタジー、スピード、砂漠の7つのテーマを下に12の異なるゾーンで100のイベントが行われ、味をテーマとしたゾーンでは、さまざまな料理のレストランが31軒オープンした。

### リヤド・シーズン 2020
新型コロナウイルス感染症の世界的流行の影響で開催されなかった。

### リヤド・シーズン 2021
第2回のリヤド・シーズン。2021年10月20日に開幕し、2022年3月まで開催された。540万平方メートルのエリアで、14の異なるゾーンで7000を超えるイベントが行われた。

### リヤド・シーズン 2022
第3回のリヤド・シーズン。2022年10月21日に開幕し、2023年3月まで開催された。
- 2023年1月19日、パリ・サンジェルマンとリヤドXI（アル・ヒラルとアル・ナスルによる混合オールスターチーム）のサッカーの親善試合である2023 リヤド・シーズン・カップをキング・ファハド国際スタジアムで開催。2020年以来初めての直接対決となったリオネル・メッシ（PSG）とクリスティアーノ・ロナウド（アル・ナスル）の対決が世界的な注目を集めた。

### リヤド・シーズン 2023
第4回のリヤド・シーズン。2023年10月28日に開幕し、2024年3月まで開催された。
- 2023年10月28日、開幕イベントの一部として、タイソン・フューリー対フランシス・ガヌーをメインにしたボクシング興行「バトル・オブ・バデスト」をキングダム・アリーナで開催。
- 2023年11月4日、WWEのクラウン・ジュエルをモハメド・アブドゥ・アリーナで開催。
- 2023年11月17日、ポスト・マローンのツアー「If Y'all Weren't Here, I'd Be Crying Tour」をキングダム・アリーナで開催。
- 2023年12月14日から16日、MDLBEAST主催の音楽フィスティバル「Soundstorm」を開催。
- 2023年12月23日、アンソニー・ジョシュア対オットー・ヴァリン、デオンテイ・ワイルダー対ジョセフ・パーカーが行われたボクシング興行「審判の日」をキングダム・アリーナで開催。
- 2023年12月26日から27日、ノバク・ジョコビッチ、カルロス・アルカラス、オンス・ジャバー、アリーナ・サバレンカらが出場したテニスのリヤド・シーズン・カップをキングダム・アリーナで開催。
- 2024年1月10日から14日、レアル・マドリード、バルセロナ、アトレティコ・マドリード、オサスナが出場したサッカーの2024 スーペルコパ・デ・エスパーニャをアル＝アウワル・パークで開催。
- 2024年1月21日から25日、ナポリ、インテル・ミラノ、ラツィオ、フィオレンティーナが出場したサッカーの2023 スーペルコッパ・イタリアーナをアル＝アウワル・パークで開催。
- 2024年1月29日から2月8日、アル・ヒラル、アル・ナスル、インテル・マイアミが総当たりで対戦したサッカーの2024 リヤド・シーズン・カップをキングダム・アリーナで開催。リオネル・メッシ（インテル・マイアミ）とクリスティアーノ・ロナウド（アル・ナスル）は、それぞれ36歳と38歳で、2人が試合で対戦するのはおそらくこれが最後となるため「ラストダンス」と呼ばれた。
- 2024年2月24日、総合格闘技興行「PFL対Bellator」をキングダム・アリーナで開催。
- 2024年3月4日から6日、スヌーカーのワールド・マスターズ・オブ・スヌーカーをブールバード・シティで開催。ロニー・オサリバンが優勝した。
- 2024年3月8日、アンソニー・ジョシュア対フランシス・ガヌーをメインにしたボクシング興行をキングダム・アリーナで開催。
- 2024年5月18日、タイソン・フューリー対オレクサンドル・ウシクをメインにしたボクシング興行をキングダム・アリーナで開催。当初は閉幕前の2024年2月に開催される予定だったが、フューリーがトレーニング中に負傷したため延期された。
- リヤド・シーズンは、セリエAのASローマと年間800万ユーロでユニフォーム前面スポンサー契約を結び、リヤド・シーズンやサウジアラビアの観光を世界的に宣伝した。

### リヤド・シーズン 2024
第5回のリヤド・シーズン。2024年10月12日に開幕。
- 2024年9月27日（リヤド・シーズン公式開幕の15日前）、アル・アハリ（CAFチャンピオンズリーグ優勝）とアル・ザマレク（CAFコンフェデレーションカップ優勝）が対戦するサッカーの2014 CAFスーパーカップをキングダム・アリーナで開催。
- 2024年10月12日、開幕イベントの一部として、アルツール・ベテルビエフ対ディミトリー・ビボルをメインにしたボクシング興行をキングダム・アリーナで開催。
- 2024年10月16日から19日、ノバク・ジョコビッチ、カルロス・アルカラス、ラファエル・ナダル、ダニール・メドベージェフ、ヤニック・シナー、ホルガ・ルーネが出場したテニストーナメント「6キングス・スラム」をANBアリーナで開催。ヤニック・シナーが優勝し、テニス史上最高額の優勝賞金600万ドル（約8億9600万円）を獲得した。
- 2024年10月19日、フランシス・ガヌー対ヘナン・フェレイラをメインにしたPFLの総合格闘技興行「バトル・オブ・ザ・ジャイアンツ」をマヤディーンで開催。
- 2024年11月2日、WWEのクラウン・ジュエルをモハメド・アブドゥ・アリーナで開催。
- 2024年11月16日、ヒルベルト・ラミレス対クリス・ビラム＝スミスをメインにしたボクシング興行「ラティーノ・ナイト」をANBアリーナで開催。
- 2024年11月29日、PFLのプレーオフ最終戦である総合格闘技興行「PFL 10」をアル＝アウワル・パークで開催。
- 2024年12月21日、オレクサンドル・ウシク対タイソン・フューリー第2戦をメインにしたボクシング興行をキングダム・アリーナで開催。
- 2025年1月2日から6日、インテル・ミラノ、ACミラン、ユベントス、アタランタが出場したサッカーの2024 スーペルコッパ・イタリアーナをアル＝アウワル・パークで開催。
- 2025年1月30日、パワースラップ 11をANBアリーナで開催。
- 2025年2月1日、UFCの総合格闘技興行「UFC Fight Night: Adesanya vs. Imavov」をANBアリーナで開催。
- 2025年2月22日、アルツール・ベテルビエフ対ディミトリー・ビボル第2戦をメインにしたボクシング興行をANBアリーナで開催。

## ボクシング興行
総合娯楽庁のトゥルキ・アラルシク長官が主宰するボクシング興行。